# Yupik de Siberia
Los yupiks siberianos, o yuits, son un pueblo esquimal yupik que reside a lo largo de la costa de la península de Chukchi en el extremo noreste de la Federación Rusa y en la  isla de San Lorenzo en Alaska. Hablan yupik de siberia central, también conocido como yuit, una lengua yupik de la familia de las «lenguas esquimo-aleutianas».
También se les conoce como siberianos o esquimales, en  ruso: эскимосы. El nombre Yuit (юит, plural: юиты) se les asignó oficialmente en 1931, en el breve período de la campaña de apoyo a las culturas indígenas de la Unión Soviética. Su autodenominación es Yupighyt (йупигыт) que significa «gente verdadera».
Los esquimales Sirenik también viven en esa zona, pero su lengua extinta, el Idioma sirenik, muestra muchas peculiaridades entre las lenguas esquimales y es mutuamente ininteligible con las lenguas yupik siberianas vecinas.

## Cultura material

### Artesanía tradicional
Los yupik siberianos de la isla de San Lorenzo viven en los pueblos de Savoonga y Gambell, y son ampliamente conocidos por sus hábiles tallas de marfil de morsa y hueso de ballena, así como por las barbas de ballenas de cabeza arqueada. Entre ellas se encuentran algunas «esculturas en movimiento» con complicadas poleas que animan escenas como la caza de la morsa o las danzas tradicionales.

### Vivienda
El edificio de invierno de Chaplino Eskimos (Ungazighmiit) era un edificio redondo en forma de cúpula. Se llama yaranga en la literatura, la misma palabra que se refiere también a la construcción similar del Chukchi. En el idioma de los esquimales de Chaplino, su nombre era /məŋtˈtəʁaq/. En su parte trasera había una cabaña más pequeña, la /aːɣra/, utilizada para dormir y vivir. Se separaba de las partes exteriores más frescas de la yaranga con pieles de reno de pelo y hierba, sostenidas por una estructura similar a una jaula. Pero las tareas domésticas se hacían en la habitación de la yaranga frente a este edificio interior, y también se guardaban allí muchos utensilios domésticos. En las tormentas de invierno, y por la noche, también los perros estaban allí. Esta sala con fines económicos se llamaba /naˈtək.
También había otros tipos de edificios entre los esquimales de Chaplino: /aːwχtaq/ era de tipo modernizado, y /pəˈɬʲuk/ se usaba para el verano.

## Cultura espiritual

### Chamanismo
Muchas culturas esquimales tenían personas que trabajaban como mediadores (entre los seres humanos y los seres del sistema de creencias, entre otros), generalmente denominados  chamanes en la literatura. Como las culturas esquimales estaban lejos de ser homogéneas, aunque tenían algunas similitudes, también el chamanismo entre los pueblos esquimales tenía muchas variantes.
Los yupiks siberianos también tenían chamanes Comparado con las variantes encontradas entre los grupos esquimales de América, el chamanismo entre los yupiks siberianos enfatizaba más la importancia de mantener una buena relación con los animales marinos.  Las personas ungazighmiit, la más grande de las variantes de los yupiks siberianos, tenían /aˈliɣnalʁi/s, que recibían regalos para la chamanización y la sanación. Este pago tenía un nombre especial, /aˈkiliːɕaq/  en su idioma, había muchas palabras para los diferentes tipos de regalos y pagos y éste era uno de ellos. Los muchos tipos de regalos y las palabras que los designaban estaban relacionados con la cultura: fiestas, matrimonio, etc.; o hacían distinciones tan finas como "cosa, entregada a alguien que no tiene nada", "cosa, entregada, no rogada", "cosa, entregada a alguien como a cualquier otra persona", "cosa, entregada para intercambio", etc.).

#### La lucha contra el espíritu de la viruela
El pueblo Evan, una tribu que vivía en el extremo oriental de Rusia, creía que el espíritu de la viruela podía ser visto como una mujer rusa de pelo rojo. Un chamán local estaba allí para saludar a los pastores de renos que emigraban, que a veces traían la enfermedad con ellos. Si el chamán veía el espíritu de la enfermedad en la caravana, varios chamanes trabajaban juntos para combatirla con una sesión de espiritismo. Otros miembros de la tribu ayudaban con este ritual.
La tradición dice que el espíritu de la viruela cambió de una mujer a un toro rojo cuando fue atacada. Se suponía que el espíritu de la viruela era muy poderoso, y si el ritual del chamán fallaba, toda la gente local moría. El espíritu solo perdonaría a dos personas para enterrar al resto. Pero si el ritual funcionaba, el espíritu se vería obligado a marcharse.

### Nombres
Al igual que en otras culturas esquimales, el nombre de un recién nacido entre los yupik siberianos significaba que una persona fallecida se veía afectada, se creía que había renacido. Incluso antes del nacimiento del bebé, se llevaron a cabo investigaciones cuidadosas: se analizaron los sueños y los acontecimientos. Después del nacimiento, se compararon los rasgos físicos del bebé con los de la persona fallecida. El nombre era importante: si el bebé moría, se pensaba que no le había dado el nombre "correcto". En caso de enfermedad, se esperaba que el dar nombres adicionales pudiera resultar en la curación.

### Amuletos
Los amuletos se podían manifestar de muchas formas, y podían proteger a la persona que los usaba o a toda la familia, y también había amuletos de caza. Algunos ejemplos:
- Una cabeza de cuervo colgando en la entrada de la casa, funcionando como un amuleto familiar;[14]
- Figuras talladas en piedra en forma de cabeza de morsa o de perro se llevan como amuletos individuales.[15]
- Los amuletos de caza estaban pegados a algo o desgastados.[14]
- Acerca de la efigie de las orcas en las herramientas del cazador marino,[14] véase las creencias sobre este peculiar mamífero marino a continuación.

### Conceptos sobre el mundo animal
La orca, el lobo, el cuervo, la araña, la ballena, eran animales venerados. También los ejemplos de folclore como los cuentos lo demuestran. Uno de ellos relata cómo una araña salva la vida de una niña. El motivo de la araña como personaje benévolo, salvando a la gente del peligro con su telaraña, elevándola al cielo en peligro, está presente también en muchos cuentos de esquimales Sireniki.
Se pensó que la presa de la caza marina podría regresar al mar y volver a ser un animal completo y por eso no rompieron los huesos, sólo los cortaron por  las articulaciones.

#### La orca y el lobo
En los cuentos y creencias de este pueblo, el lobo y la orca se consideran idénticos: las orcas pueden convertirse en lobos o viceversa. En invierno, aparecen en forma de lobo, en verano, en forma de orca.  Se creía que la orca ayudaba a la gente a cazar en el mar, por lo que la barca representaba la imagen de este animal, y la representación de madera de la orca colgaba también del cinturón del cazador. También se podían hacer pequeños sacrificios a las orcas: se tiraba tabaco al mar por ellas, porque se creía que ayudaban al cazador marino a conducir la morsa. Se creía que la orca era una ayuda de los cazadores aunque fuera bajo la apariencia de un lobo: se creía que este lobo obligaba a los renos a dejarse matar por los cazadores.

#### La ballena
Se cree que durante la cacería solo aquellas personas que han sido seleccionadas por el espíritu del mar podrían matar a la ballena. El cazador tiene que complacer a la ballena muerta: debe ser tratada como un invitado. Así como un anfitrión educado no deja solo a un huésped querido recién llegado, así también, la ballena muerta no debe ser dejada sola por el anfitrión, es decir, por el cazador que la ha matado. Como un invitado, no debe lastimarse ni sentirse triste. Debe ser entretenido, por ejemplo con música de tambores y buena comida. En la siguiente migración de ballenas —las ballenas migran dos veces al año, en primavera hacia el norte y en otoño hacia el sur—, la ballena previamente muerta es devuelta al mar en el curso de un ritual de despedida. Si la ballena muerta estuvo contenta durante su estancia como huésped durante medio año, entonces se puede esperar que regrese más tarde, también: así, también las futuras cacerías de ballenas tendrán éxito.

### Conceptos celestes
En un cuento, el cielo parece ser imaginado arqueándose como una bóveda. Los cuerpos celestiales forman agujeros en ella: más allá de esta bóveda, hay un espacio especialmente luminoso.

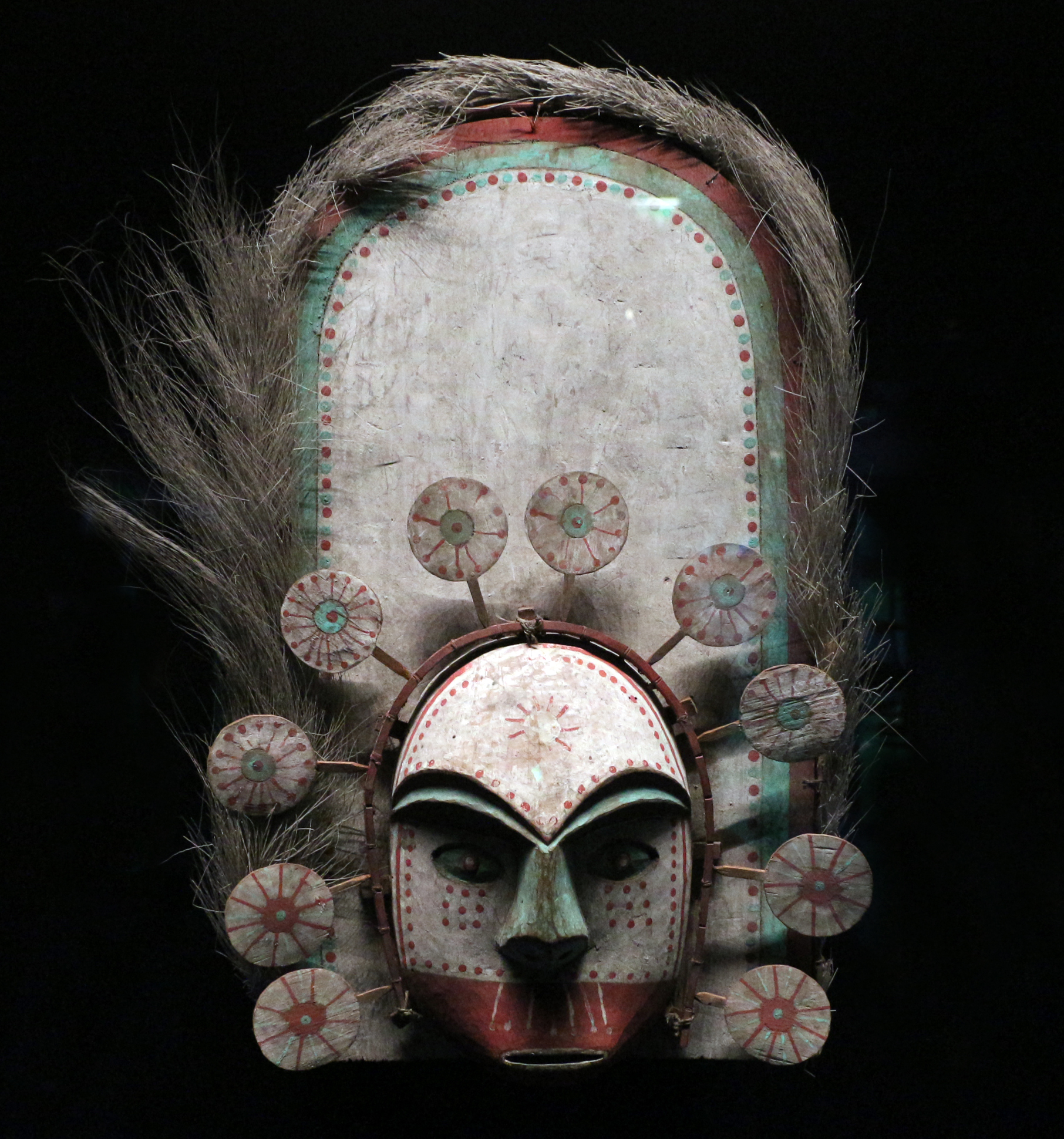
máscara de Musée du Quai Branly (Paris)
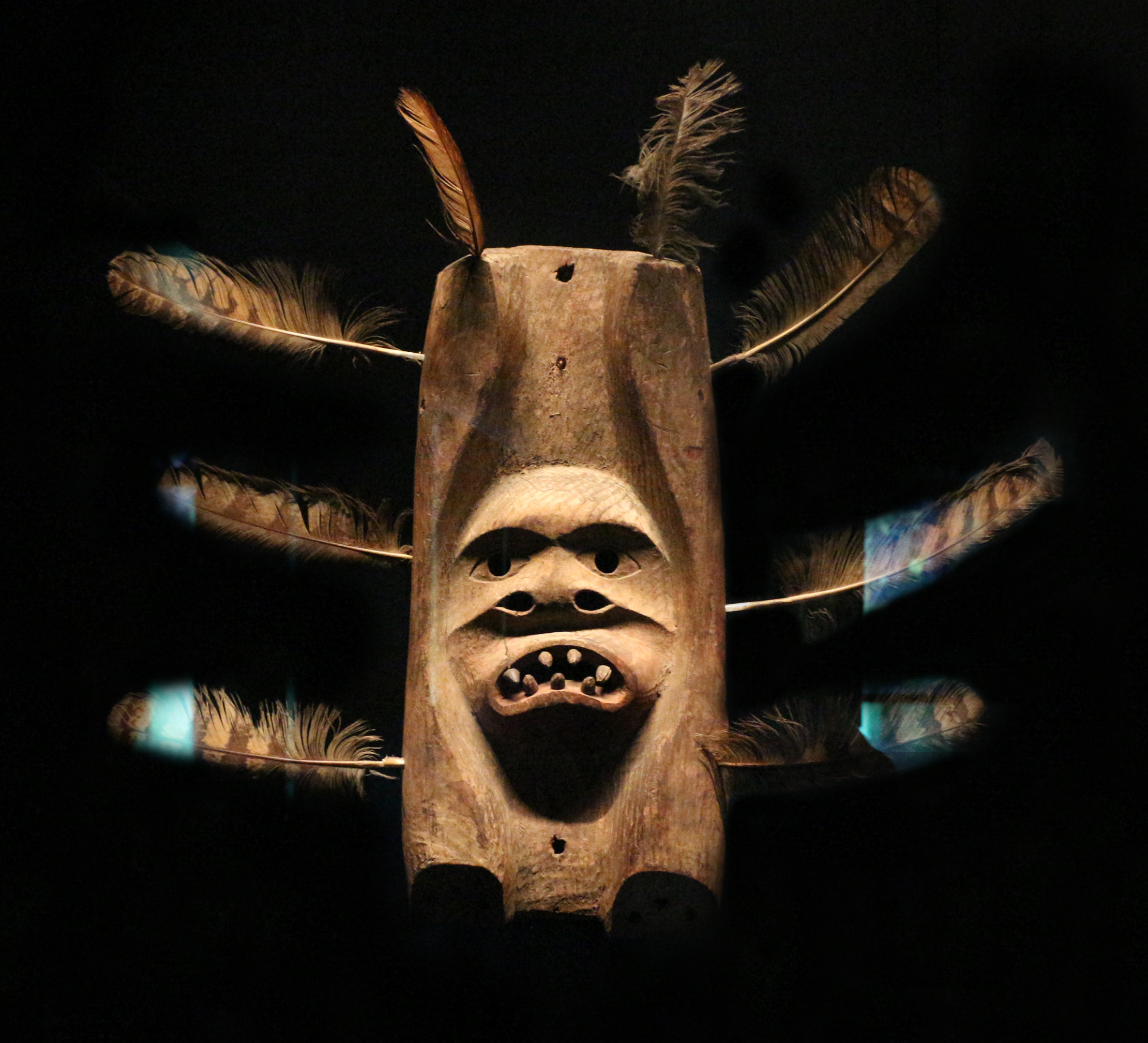
Máscara para ceremonias, Musée du Quai Branly
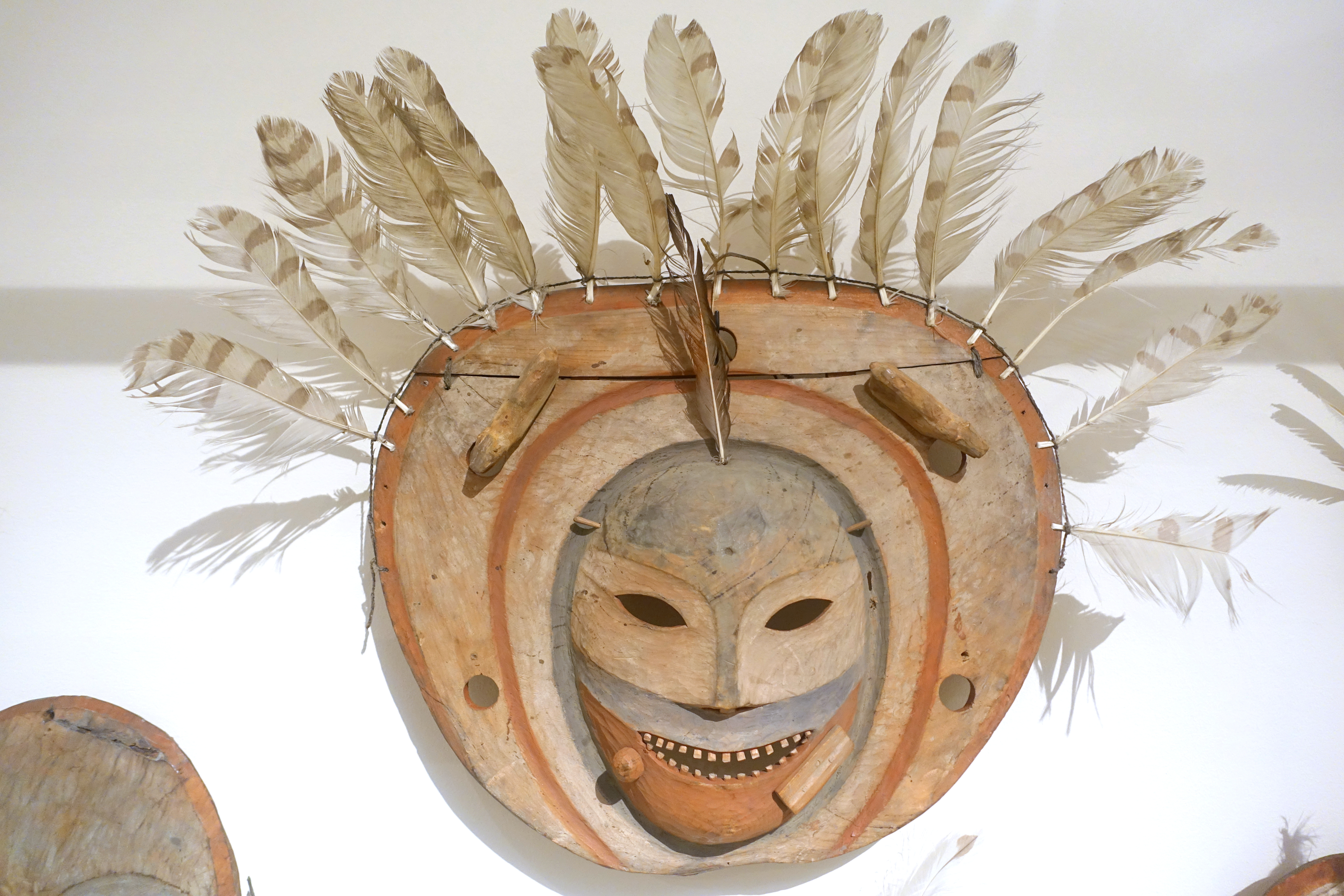
Máscara Yup'ik de la colección Jacobsen, 1883, en el Museo Etnológico de Berlín.
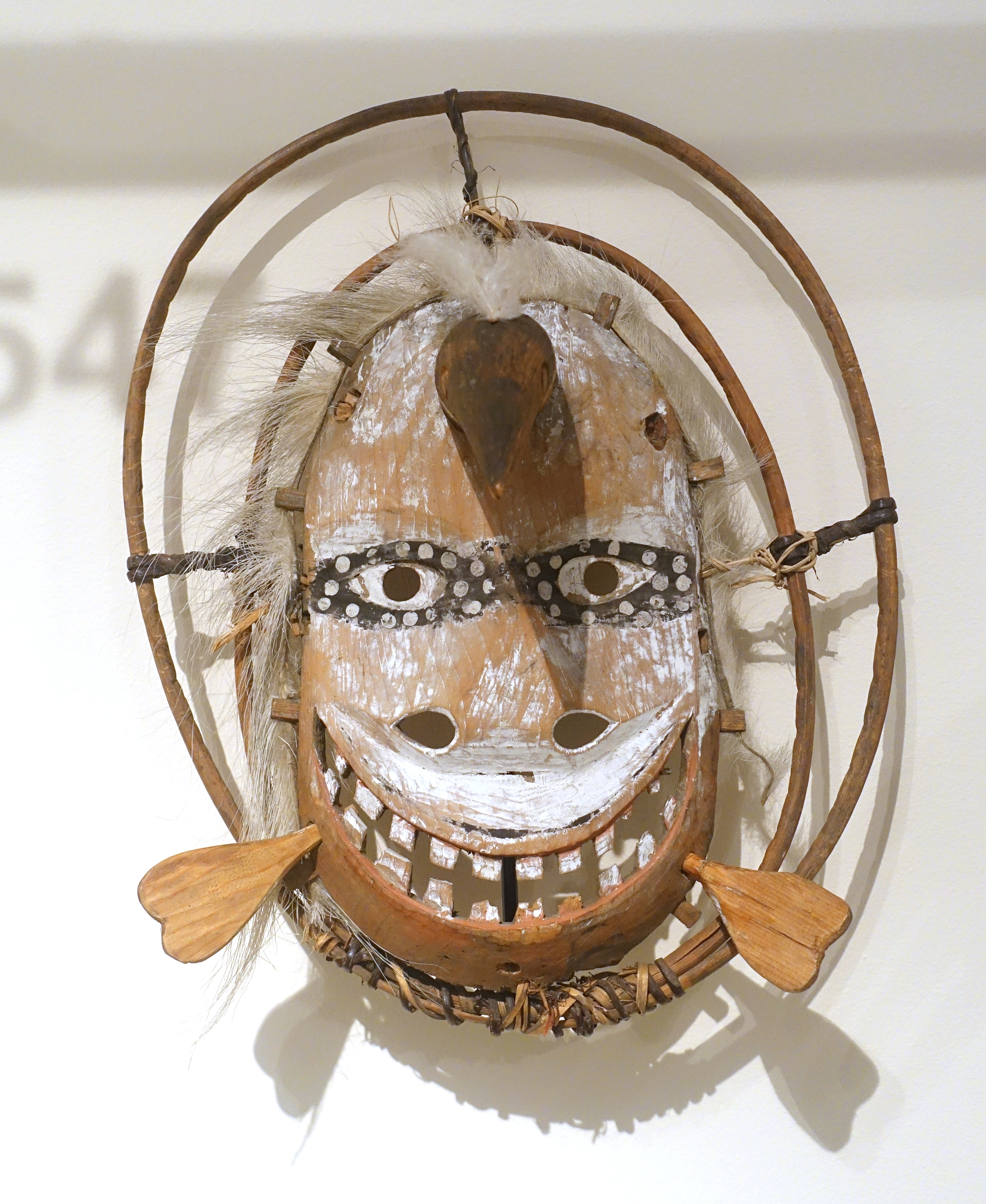
Máscara Yup'ik de la colección Jacobsen, 1883, en el Museo Etnológico de Berlín.
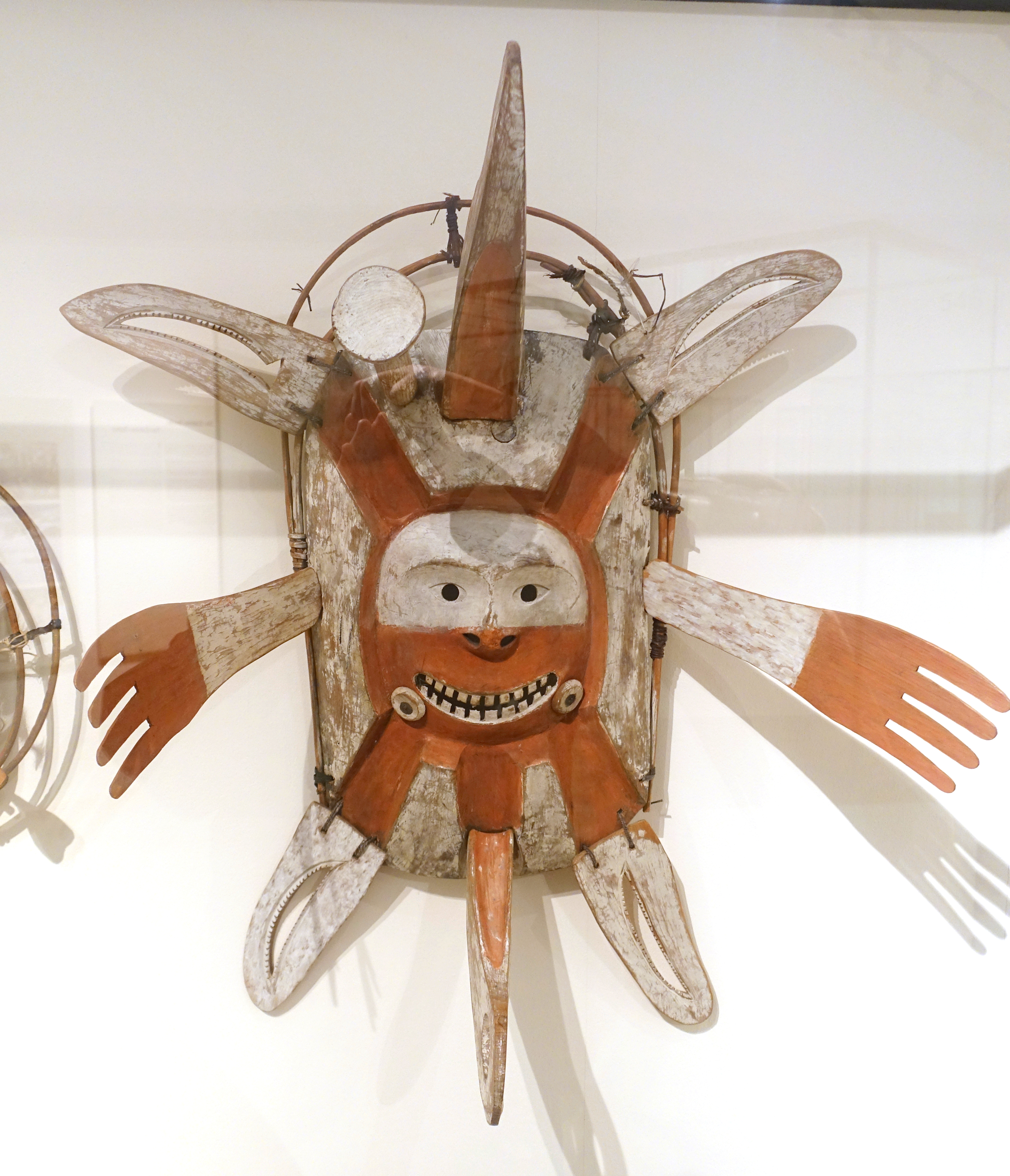
Máscara Yup'ik de la colección Jacobsen, 1883, en el Museo Etnológico de Berlín.